# وارثان (مجموعه تلویزیونی)
وارثان ((به کره‌ای: 왕관을 쓰려는 자, 그 무게를 견뎌라 – 상속자들)؛ (به انگلیسی: The heirs)) مجموعهٔ تلویزیونی کره‌ای محصول سال ۲۰۱۳ کرهٔ جنوبی با بازی لی مین هو و پارک شین-هه ساخته شد. و در مورد رابطهٔ پسر دوم گروه امپراتوری به نام کیم تان و  چا ایون سانگ است، و از شبکهٔ اس‌بی‌ای (sbs) کرهٔ جنوبی از ۲۹ دسامبر ۲۰۱۳ در ۲۰ قسمت پخش شده‌‌است.

## بازیگران
پارک شین هه =چا ایون سانگ
لی مین هو = کیم تان  
کیم وو بین = چوی یونگ دو
کانگ ها نئول=ارشد هیو شین
کیم جی وون =یو رائه
کریستال جونگ = لی بونا
پارک هیونگ شیک=میونگ سوک

## خلاصهٔ داستان
داستان این سریال در مورد کیم تان (لی مین هو ) پسر دوم رئیس گروه ثروتمند امپراتوری است. او همیشه به خاطر اینکه فرزند زن دوم پدرش است توسط دیگران تحقیر شده و سعی دارد مادر واقعی‌اش را از دیگران مخفی کند و خودش را پسر همسر رسمی پدرش معرفی کند. او و برادرش باید بر سر قدرت با یکدیگر رقابت کنند اما کیم تان چنین چیزی را نمی‌خواهد. پدرش او را مجبور کرده که برای رسیدن به قدرت با دختری به نام یو راچل که کیم تان هیچ علاقه‌ای به او ندارد نامزد کند. اما کیم تان عاشق دختر فقیری به نام چا ایون سانگ (پارک شین-هه) می‌شود. او با چا ایون سانگ وارد دبیرستان امپراتوری می‌شود و در آنجا با رقیب دیرینه‌اش و یونگ دو برخورد می‌کند که به خاطر یک کینهٔ قدیمی دشمن هم هستند اما هر دو دارای قلبی مهربان و دلسوز هم اندو تنها سعی دارند عقده‌های شخصی‌شان را بر سر هم خالی کنند. کیم تان می‌خواهد از مادرش و چا ایون سانگ محافظت کند و برای همین سعی می‌کند خانواده‌اش را حفظ کند و عشقش را به برادرش نشان دهد. در کل داستان روایت عشقی ممنوعه است که داستان را دنبال می‌کند. این سریال در کرهٔ جنوبی توانسته اواخر سال ۲۰۱۳ در زمان پخشش به درصد بالای بیننده حدود میانگین ۳۰ درصد برسد.این سریال محدودیت سنی ندارد.